# 坎波巴索
坎波巴索（義大利語：Campobasso，發音：[ˌkampoˈbasso] ⓘ，發音：[ˌkambuˈwaʃʃə]）位于意大利中南部比费尔诺河畔，是莫利塞大区和坎波巴索省的首府。坎波巴索四周都被萨莫奈地区和马泰塞山脉所包圍。
坎波巴索自14世紀起便因其生產的工藝刀片（包括剪刀和刀）而聞名。坎波巴索的梨和斯卡莫扎奶酪也非常有名。莫利塞大学和天主教坎波巴索-波亚诺总教区亦位於坎波巴索市內。

## 歷史
坎波巴索的名字源自意大利語「低地」（Campo Basso）。坎波巴索的起源至今仍未達成一個共識。根據最普遍獲承認的說法，坎波巴索是於8世紀前由倫巴第人建立。倫巴第人當時是想建立一個小丘上的堡壘，以抵禦敵人。當諾曼人佔領了南意大利後，坎波巴索便失去了其防守據點的地位，但卻漸漸發展成一個貿易及行政中心。
自1330年至1745年，這個城市是被蒙福特-甘贝特莎家族統治。這個家族建立了坎波巴索城堡和城市的造币厂。在蒙福特-甘贝特莎家族結束其管治後，坎波巴索先後被迪卡普阿、貢扎加、维塔利亚诺、 卡拉法和罗马人家族統治。
於1763年，坎波巴索市民抛弃了舊城区，將整個城市遷移到低谷。而現今的坎波巴索市則是由那不勒斯君主若阿尚·繆拉於1814年擴張而成。 
坎波巴索於第二次世界大戰中是一個激烈的战場。在1943年10月至11月期間，一場於德軍和加拿大軍之間發生的戰爭發生在坎波巴索。這次戰爭導致许多建筑遭破坏，其中包括市政厅和保存在市政厅內的档案。這次戰爭中導致38個市民喪生，其中更包括坎波巴索教区的主教史葛都·博洛尼亚。該戰爭的結果為加拿大軍佔領了坎波巴索，並設立了行政機構。因此，坎波巴索也被戲稱為「加拿大鎮」和「楓葉鎮」。
於1995年，因坎波巴索著力清理戰爭遺留下來的未爆弹头，所以獲政府授予英勇公民铜牌。

## 气候
坎波巴索海拔701（2,300英尺），並非常接近亚平宁山脉。坎波巴索亦是南意大利其中一個最寒冷的城鎮。坎波巴索的气候類型為海洋性气候，平均溫度為12 °C（54 °F），而溫度范围則為2—22 °C（36—72 °F）。在冬季，坎波巴索經常下雪。而最潮濕的月份則是11月，月平均降雨量約為81（3.2英寸）。

## 主要景点
坎波巴索的主要景点為於1450年由統治者尼古拉二世蒙福特建造的蒙福特城堡。蒙福特城堡是建造於伦巴第人和诺曼人的城堡遺跡上。而主教座堂圣三一堂（Chiesa della Santissima Trinità）則是於1504年建造在城牆外。主教座堂於1805年被一次地震破壞，並於1829年重建。另一個教堂桑巴特鲁姆教堂則是一座建於11世紀的罗马式建築。

## 運輸

### 鐵路
位於城市中心的坎波巴索火车站建立於1883年，是兩條路線（泰尔莫利到华拉诺路線和贝内文托路線）的交點。而坎波巴索亦有火車直通羅馬、那不勒斯和佩斯卡拉。

### 道路和公路
通往坎波巴索的道路有国道SS645、国道647和聖維克多公路。而近年才完工的聖維克多公路令由坎波巴索到羅馬所需的時間大大減少。

### 公共交通
城市公共交通總共有23條巴士路線，全部由SEAC公司營運。

### 友好城市
坎波巴索的友好城市包括：
- 加拿大渥太华
- 阿尔巴尼亚萊什
- 墨西哥弗龙特拉伊达尔戈
- 美國纽约
- 俄羅斯弗拉基米尔
- 波斯尼亚和黑塞哥维那巴尼亞盧卡

## 著名人士
- 弗雷德·邦古斯都--轻音乐唱作人
- 阿尔贝托·博努奇—电影演员和导演
- 帕斯夸莱·格拉维纳—专业排球运动员

## 照片
|  |  |  |

## 外部連結
维基共享资源上的相關多媒體資源：Campobasso